# Nikolaj Möller
Nikolaj Möller (* 20. Juli 2002 in Helsingborg) ist ein schwedischer Fußballspieler.

## Karriere
Möller wechselte aus der U17 von Malmö FF zum FC Bologna nach Italien. Hier spielte der Schwede bis zur U19 und kehrte danach kurzzeitig von Januar bis Oktober 2020 zu Malmö FF zurück. Am 5. Oktober 2020 schloss er sich dem FC Arsenal an. Hier lief er in der Spielzeit 2020/21 für die U23 in der Premier League 2 auf. Möller kam dabei auf 18 Einsätze und erzielte dabei 7 Treffer und gab 3 Torvorlagen. Zur Saison 2021/22 wurde er nach Deutschland in die 3. Liga zum FC Viktoria Köln ausgeliehen. Nach zehn Drittligaeinsätzen, davon vier in der Startelf, ohne eigenen Torerfolg wurde die Leihe in der Winterpause wieder beendet. Ab dem Frühjahr 2022 spielte Möller für eineinhalb Jahre auf Leihbasis beim niederländischen Zweitligisten FC Den Bosch.  Er bestritt insgesamt 33 Partien für den Verein in der Eerste Divisie und erzielte dabei sechs Treffer.
Im Sommer 2023 wechselte er zum Schweizer Erstligisten FC St. Gallen. In seiner ersten Saison kam er dort, zumeist als Einwechselspieler, auf 19 Einsätze, ehe er in der Schlussphase längere Zeit verletzt ausfiel. Kurz nach Beginn der folgenden Spielzeit 2024/25 verlieh ihn der Verein im August 2024 für den Rest der Saison an den norwegischen Erstligisten Strømsgodset IF.

## Nationalmannschaft
Möller bestritt zwei Partien für die U18-Junioren. Am 14 und 16. Januar 2020 traf er mit den Schweden auf die U18-Junioren von Zypern. Beide Spiele konnte die schwedische Auswahl mit je 2:0 für sich entscheiden. Im November 2021 bestritt er zudem zwei Spiele mit der schwedischen U20-Nationalmannschaft.